# Breaking the Ice
Breaking the Ice (bra Piruetas do Destino) é um filme estadunidense de 1938, do gênero drama musical, dirigido por Edward F. Cline e estrelado por Bobby Breen e Charles Ruggles.
Além do soprano infantil Breen, o filme apresenta a atriz Irene Dare, com 6 anos, promovida como a patinadora no gelo mais jovem do mundo.
As canções "Happy as a Lark", "Put Your Heart in a Song" e "The Sunny Side of Things" foram compostas por Frank Churchill e Paul F. Webster; "Tellin' My Troubles to a Mule" e "Goodbye My Dreams, Goodbye", por Victor Young e Paul F. Webster.

## Prêmios e indicações
| Prêmio     | Categoria            | Recipiente   | Resultado |
| ---------- | -------------------- | ------------ | --------- |
| Oscar 1939 | Melhor trilha sonora | Victor Young | Indicado  |

## Sinopse
Garoto deixa a família menonita no interior da Pensilvânia e parte para a Filadélfia, onde encontra emprego de cantor em rinque de patinação. Ele divide os holofotes com uma menina de seis anos, às da patinação no gelo, e continua a enviar dinheiro para a mãe. Quando é acusado de ser ladrão, luta para provar sua inocência.

## Elenco
| Ator/Atriz        | Personagem         |
| ----------------- | ------------------ |
| Bobby Breen       | Tommy Martin       |
| Charles Ruggles   | Samuel Terwilliger |
| Dolores Costello  | Martha Martin      |
| Irene Dare        | Irene Dare         |
| Robert Barrat     | William Decker     |
| Dorothy Peterson  | Annie Decker       |
| John King         | Henry Johnson      |
| Billy Gilbert     | Senhor Small       |
| Margaret Hamilton | Senhora Small      |
| Charles Murray    | Porteiro           |
| Jonathan Hale     | Kane               |
| Delmar Watson     | Reuben Johnson     |
| Spencer Charters  | Smith              |
| Cy Kendall        | Judd               |